# Crots
Crots é uma comuna francesa na região administrativa da Provença-Alpes-Costa Azul, no departamento de Altos-Alpes. Estende-se por uma área de 53,84 km². Em 2010 a comuna tinha 1 128 habitantes (densidade: 21 hab./km²).